# Santuario de Nuestra Señora la Virgen de la Aliaga
El santuario Nuestra Señora de la Virgen de la Aliaga es un santuario de Cortes de Aragón , Teruel, Aragón, España.

## Descripción
De planta de salón, cuenta con tres naves separadas por columnas de orden corintio, que dan paso a bóvedas de medio cañón.